# Cultura Majkop

Estensione geografica della cultura di Majkop

La cultura Majkop (anche Maykop o Maikop) o cultura di Majkop, 3500 a.C.—2500 a.C. ca., è una delle maggiori culture archeologiche dell'età del bronzo situata nella Russia meridionale, ed estesa dalla penisola di Taman' allo stretto di Kerč', quasi l'attuale confine del Daghestan, centrata approssimativamente sulla moderna Repubblica di Adighezia (la cui capitale è Majkop) nella valle del fiume Kuban'. La cultura prende il suo nome da una sepoltura reale trovata nella zona. Il tumulo di Majkop, estremamente ricco di manufatti in oro e argento, venne scoperto per la prima volta nel 1897.
Essa è approssimativamente contemporanea a ed è apparentemente influenzata dalla cultura Kura-Araxes (3500—2200 a.C.), a cavallo del Caucaso, ed estendendosi verso l'Anatolia orientale. A nord e ad ovest è similmente contemporanea alla cultura di Jamna e immediatamente a nord alla cultura di Novotitorovka (3300—2700 a.C.), a cui essa si sovrappone nell'estensione territoriale.
La cultura di Majkop è conosciuta principalmente dalle sue pratiche di inumazione, con sepolture tipicamente in fosse, talvolta fiancheggiate da pietre, e sormontate da un kurgan o (tumulo). I tumuli in pietra sostituiranno i kurgan nelle sepolture posteriori.
La cultura è degna di considerazione per l'abbondanza dei manufatti in bronzo ben decorati, senza confronti a quel tempo, oltre che per oggetti in oro e argento.
A causa delle sue usanze di sepoltura, e secondo la teoria kurganica di Marija Gimbutas, essa viene classificata come un'intrusione proveniente dalle steppe pontiche verso il Caucaso. Secondo Mallory questo è difficile da valutare enfatizzando il fatto che:
dove l'evidenza dei tumuli viene trovata, è precisamente in regioni che più tardi attesteranno la presenza di popolazioni non-indoeuropee.
In altre occasioni la cultura è stata citata, in modo molto blando, come una cultura kurganizzata con dei forti collegamenti etnici e linguistici verso i discendenti dei proto-indoeuropei. Essa è stata collegata alla Cultura di Mikhaylovka e alla cultura di Kemi Oba, e in modo più distante, alle culture dell'anfora globulare e della ceramica cordata, anche se soltanto in un senso economico. Mallory dichiara:
Una tale teoria - mettiamo bene in rilievo - è altamente speculativa e controversa, sebbene vi sia un riconoscimento del fatto che questa cultura possa essere stata un prodotto di almeno due tradizioni: la steppa locale che abbraccia la cultura di Novosvobodna e gli elementi stranieri a sud del Caucaso i quali possono essere pianificati attraverso l'importazione in entrambe le regioni. — EIEC, "Cultura di Majkop".
Il fiume Kuban' è navigabile per un buon tratto della sua lunghezza, ed è un agevole passaggio d'acqua attraverso il Mar d'Azov verso il territorio della cultura di Jamna, tramite il sistema di vie fluviali del Don e Donec'k allora disponibili. La cultura di Majkop era ben posizionata per sfruttare le possibilità commerciali dell'area dell'Ucraina centrale.
Gamkrelidze e Ivanov, con opinioni alquanto controverse, suggeriscono che la cultura di Majkop (o la sua antenata) possa essere vista come una stazione secondaria per la migrazione indoeuropea dal Caucuso meridionale e/o Anatolia orientale verso un'Urheimat secondaria nelle steppe. Questo collocherebbe essenzialmente la stirpe anatolica nell'Anatolia fin dall'inizio, e almeno in questo caso, vi è concordanza con l'ipotesi anatolica di Colin Renfrew. Considerando che qualche tentativo è stato fatto per mettere d'accordo la lingua indoeuropea con le lingue caucasiche nordoccidentali, una più antica pre-Urheimat Caucasica non è fuori questione-